# Randall Ridge
Randall Ridge ist ein bogenförmiger und felsiger Gebirgskamm im Zentrum des Palmerlands auf der Antarktischen Halbinsel. In den Gutenko Mountains ragt er an der Nordseite der Guthridge-Nunatakker auf.
Der United States Geological Survey kartierte ihn im Jahr 1974. Das Advisory Committee on Antarctic Names benannte ihn im Jahr 1976 nach Robert H. Randall (1890–1966), Assistenzkartograph im Office of Management and Budget des Executive Office of the President of the United States, der von 1941 bis 1960 für die Koordination von Kartographien durch diese Behörde verantwortlich war und dabei 1954 dem Beratungsgremium für technische Fragen zur Erstellung von Landkarten über Antarktika angehört hatte.